# Alexi Zentner
Alexi Zentner (Kitchener, 29 agosto 1973) è uno scrittore canadese naturalizzato statunitense.

## Biografia
Nato nel 1973 a Kitchener, nell'Ontario, vive e lavora con la moglie e i due figli a Ithaca (New York).
Dopo un B.A. al Grinnell College ha conseguito un M.F.A. alla Cornell University.
A partire dal suo esordio nel 2011 con Il ghiaccio fra le mani, ha pubblicato altri due romanzi oltre a quattro opere di fantascienza firmate con lo pseudonimo di Ezekiel Boone.
Vincitore nel 2008 del Premio O. Henry (segnalato dalla scrittrice Chimamanda Ngozi Adichie), suoi racconti sono apparsi in numerose riviste quali l'Atlantic Monthly, il Narrative Magazine, Tin House e Glimmer Train.

## Opere principali

### Romanzi
- Il ghiaccio fra le mani (Touch, 2011), Torino, Einaudi, 2012 traduzione di Federica Oddera ISBN 978-88-06-20565-2.
- The Lobster Kings (2014)
- Copperhead (2019)

### Romanzi firmati Ezekiel Boone

#### Trilogia Hatching
- The Hatching (2016)
- Skitter (2017)
- Zero Day (2018)

#### Altri romanzi
- The Mansion (2018)

## Premi e riconoscimenti
- Premio O. Henry: segnalato nel 2008 per il racconto Touch